# Athaumasta polioides
Athaumasta polioides är en fjärilsart som beskrevs av Max Wilhelm Karl Draudt 1950. Athaumasta polioides ingår i släktet Athaumasta och familjen nattflyn. Inga underarter finns listade i Catalogue of Life.